# Chuyến bay 294 của West Air Sweden
Chuyến bay 294 của West Air Sweden (SWN294) là chuyến bay chở hàng bằng máy bay Bombardier CRJ200 từ Oslo đến Tromsø, Na Uy đã bị rơi vào ngày 8 tháng 1 năm 2016. Một trục trặc ở một đơn vị tham chiếu quán tính đã tạo ra một sai lầm trên một trong những màn hình thiết bị. Phản ứng sau đó của phi công dẫn đến mất phương hướng không gian, dẫn đến mất kiểm soát máy bay.